# Búfalo Gil
Gilberto Alves, mais conhecido como Gil ou ainda Búfalo Gil (Nova Lima, 24 de dezembro de 1950) é um ex-futebolista e ex-treinador brasileiro.
Além de veloz, Gil era muito forte e costumava ganhar no corpo a corpo dos defensores adversários, daí o apelido de Búfalo.

## Carreira
Gil sempre fez muitos gols, desde os tempos de juvenil no Cruzeiro. Começou a sua carreira no Villa Nova de sua cidade natal, sendo campeão do Campeonato Brasileiro Série B e ficando até 1973, quando foi contratado pelo Fluminense. Antes disso esteve emprestado ao Comercial (MS).
Já em 1974 foi o quarto maior artilheiro do Campeonato Carioca de 1974, com onze gols. Durante os anos de 1975 e 1976, Gil fez parte do grande time do Fluminense que era chamado de "Máquina Tricolor" pela excelente qualidade técnica de seus jogadores. Búfalo Gil protagonizou uma das maiores goleadas do clássico contra o Vasco, ao marcar três gols no triunfo por 5–1, pelo Campeonato Carioca de 1974, no Maracanã. No clube, fez 75 gols em 172 partidas, rendendo ao clube o bicampeonato carioca de 1975/76 e os títulos da Copa Viña del Mar e do Torneio de Paris, ambos em 1976.
Neste time, assim como na Seleção Brasileira, Gil ficou conhecido por uma jogada que os adversários sabiam com antecedência que iria acontecer e dificilmente conseguiam evitar que redundasse em gols ou ataques perigosos, que eram os lançamentos de cinquenta metros ou mais que Roberto Rivellino lhe fazia, com ele correndo da ponta-direita em direção ao gol, sem ser alcançado por seus adversários e arrematando ao gol. 
A atuação de Gil na partida de contra a Seleção de Cuiabá em 12 de março de 1975, quando marcou os dois gols da vitória do Fluminense por 2–0, fez o técnico tricolor Paulo Emílio efetivá-lo como titular na ponta direita a partir desse jogo, ele que jogava até então como centroavante. Pelo Fluminense, Gil disputou 172 partidas, fazendo 75 gols.
Na Seleção Brasileira, fez 42 jogos, com 28 vitórias, 10 empates e apenas 2 derrotas, tendo marcado doze gols. O seu maior momento na Seleção talvez tenha sido durante o Torneio Bicentenário dos EUA, em 1976, principalmente na vitória da final contra a Itália por 4–1, quando fez dois gols, tendo disputado também a Copa do Mundo de 1978.
No final de 1976, Gil, Paulo Cezar Caju e Rodrigues Neto foram envolvidos em troca com o Botafogo. Eles foram e o lateral esquerdo Marinho veio para o Flu. De 1977 a 1980, Gil jogou no Botafogo, com grande destaque.
Búfalo Gil foi figura marcante na história do Clássico Vovô, pois fez sete gols pelo Fluminense contra o Botafogo e quatro gols pelo Botafogo contra o Fluminense, sendo que a única vez que marcou gol neste clássico e seu time perdeu foi na derrota do Botafogo para o Fluminense por 4–1 em 15 de julho de 1979. Aliás, esta foi a única vez que Gil perdeu algum clássico em que fez gol, jogando pelo Fluminense ou pelo Botafogo contra Flamengo ou Vasco isto nunca aconteceu.
Após sair do Botafogo, Gil jogou no Corinthians, Coritiba, Múrcia, da Espanha, e no Farense, de Portugal. Fez 569 gols em 20 anos de carreira.
Ao fim da carreira treinou Botafogo, Avaí, Sport, Fortaleza, Alianza Lima, Marília e outras equipes.

## Títulos
Fluminense
- Campeonato Carioca[8]: 1975, 1976
- Taça Guanabara: 1975
- Taça Amadeu Rodrigues Sequeira - Terceiro turno do Campeonato Carioca: 1976
- Torneio Viña del Mar: 1976
- Torneio de Paris: 1976

Seleção Brasileira
- Copa Rio Branco: 1976
- Copa Roca: 1976
- Taça Oswaldo Cruz: 1976
- Torneio Bicentenário dos EUA - 1976 (artilheiro - 4 gols)
- Troféu Coroa do Príncipe: 1978

### Prêmios Individuais
- Bola de Prata (Placar): 1975